# 北美瑞挪会
北美瑞挪会（Scandinavian China Alliance Mission，SAM）是一个中国内地会的协同公会，由侨居北美的瑞典、挪威人组织的传教团体，成立于1891年，总部美国芝加哥。
北美瑞挪会成立后，即派遣数十人来华，由内地会分派至江西、浙江、山西协同传教。1916年，北美瑞挪会在陕甘两省有西教士58人。1919年，北美瑞挪会在陕西省有西教士47人，受餐信徒2691人，在甘肃省有西教士12人，受餐信徒175人。
同年，传教站分布地点：
- 陕西省[5]：
  - 西安
  - 陇州（1893）
  - 兴平（1893）
  - 桑家庄（1894）
  - 乾州（1894）
  - 引驾廻（1895）
  - 蓝田（1895）
  - 千阳县（1897）
  - 礼泉县（1903）
  - 武功县（1903）
  - 邠州（1905）
  - 户县（1913）
  - 长武县（1914）
  - 北屯镇（1917）
- 甘肃省[6]：
  - 泾州（1895）
  - 平凉（1895）
  - 镇原（1897）
  - 崇信（1915）

1935年，北美瑞挪会在中国陕西、甘肃、宁夏由十余个总堂，西教士30人。